# ماندي سميث
ماندي سميث (بالإنجليزية: Mandy Smith) هي لاعب هوكي الحقل نيوزيلندية، ولدت في 14 مايو 1972 في Ranfurly, New Zealand ‏ في نيوزيلندا.

## وصلات خارجية
- ماندي سميث على موقع أوليمبيديا (الإنجليزية)